# Selaginella minima
Selaginella minima är en mosslummerväxtart som beskrevs av Antoine Frédéric Spring. Selaginella minima ingår i släktet mosslumrar, och familjen mosslummerväxter. Inga underarter finns listade i Catalogue of Life.